# Graafteju's
Graafteju's (Bachia) zijn een geslacht van hagedissen uit de familie Gymnophthalmidae.

## Naamgeving
De groep werd voor het eerst wetenschappelijk beschreven door John Edward Gray in 1845. Er zijn 25 soorten maar het soortenaantal verandert regelmatig. De soorten Bachia scaea en Bachia geralista bijvoorbeeld werden in 2013 beschreven en Bachia remota pas in 2016.

## Verspreiding en habitat
De soorten komen voor in grote delen van Midden- en Zuid-Amerika. Twee soorten komen voor in Suriname. De habitat bestaat uit de bodem van het bos tussen de strooisellaag en in boomstammen. De hagedissen zijn eierleggend en zijn overdag actief.

## Uiterlijke kenmerken
Graafteju's hebben een langwerpig lichaam, de poten zijn sterk gedegenereerd. De verschillende soorten zijn soms lastig te onderscheiden, soms moeten de schubben aan de kop bestudeerd worden om een identificatie mogelijk te maken. Exemplaren van Bachia dorbignyi bijvoorbeeld heeft een frontonasale schub tussen de nasaalschubben, in tegenstelling tot Bachia trisanale.
De poten van graafteju's hebben kleine ledematen met slechts drie tenen. De poten zijn te zwak om het lichaam te dragen en worden slechts af en toe gebruikt. De staart is veel langer dan het lichaam. Bij gevaar kunnen ze sprongen maken van zo'n dertig centimeter met behulp van de staart.

## Soortenlijst
| Soorten uit het geslacht Bachia | Soorten uit het geslacht Bachia                                                                                     | Soorten uit het geslacht Bachia                                       |
| ------------------------------- | --- | --------------------------------------------------------------------- |
| Naam                            | Auteur | Verspreidingsgebied                                                   |
| Bachia barbouri                 | Burt & Burt, 1931                                                                                                   | Peru                                                                  |
| Bachia bicolor                  | Cope, 1896 | Colombia, Venezuela                                                   |
| Bachia blairi                   | Dunn, 1940 | Costa Rica, Panama                                                    |
| Bachia bresslaui                | Amaral, 1935 | Brazilië, Paraguay                                                    |
| Bachia cacerensis               | Castrillon & Strüssmann, 1998                                                                                       | Brazilië                                                              |
| Bachia didactyla                | de Freitas, Strüssmann, de Carvalho, Kawashita & Mott, 2011                                                         | Brazilië                                                              |
| Bachia dorbignyi                | Duméril & Bibron, 1839                                                                                              | Bolivia, Brazilië, Peru                                               |
| Bachia flavescens               | Bonnaterre, 1789 | Brazilië, Colombia, Frans-Guyana, Guyana, Suriname, Tobago, Venezuela |
| Bachia geralista                | Teixeira, Sousa-Recoder, Camacho, de Sena, Navas & Rodrigues, 2013                                                  | Brazilië                                                              |
| Bachia guianensis               | Hoogmoed & Dixon, 1977                                                                                              | Venezuela                                                             |
| Bachia heteropa                 | Wiegmann, 1856 | Trinidad en Tobago, Venezuela                                         |
| Bachia huallagana               | Dixon, 1973 | Peru                                                                  |
| Bachia intermedia               | Noble, 1921 | Peru                                                                  |
| Bachia micromela                | Rodrigues, Pavan & Curcio, 2008                                                                                     | Brazilië                                                              |
| Bachia oxyrhina                 | Rodrigues, Camacho, Sales Nunes, Sousa Recoder, Teixeira, Valdujo, Ghellere, Mott & Nogueira, 2008                  | Brazilië                                                              |
| Bachia pallidiceps              | Cope, 1862 | Colombia, Costa Rica, Panama                                          |
| Bachia panoplia                 | Thomas, 1965 | Brazilië                                                              |
| Bachia peruana                  | Werner, 1901 | Brazilië, Peru                                                        |
| Bachia psamophila               | Rodrigues, Pavan & Curcio, 2008                                                                                     | Brazilië                                                              |
| Bachia pyburni                  | Kizirian & McDiarmid, 1998                                                                                          | Brazilië, Colombia, Venezuela                                         |
| Bachia remota                   | Ribeiro-Júnior, Da Silva & Lima, 2016                                                                               | Brazilië                                                              |
| Bachia scaea                    | Teixeira, Dal Vechio, Sales Nunes, Mollo Neto, Moreira Lobo, Storti, Junqueira Gaiga, Freire Dias & Rodrigues, 2013 | Brazilië                                                              |
| Bachia scolecoides              | Vanzolini, 1961 | Brazilië                                                              |
| Bachia talpa                    | Ruthven, 1925 | Colombia en mogelijk in Venezuela                                     |
| Bachia trisanale                | Cope, 1868 | Ecuador, Peru, Bolivia, Colombia, Brazilië                            |